# Mihama (Wakayama)
Mihama (美浜町?) è una cittadina giapponese della prefettura di Wakayama.